# Großer Muntanitz
Der Große Muntanitz ist ein 3232 m ü. A. hoher Berg in der Granatspitzgruppe der Hohen Tauern in Österreich. Der Gipfel befindet sich ca. 9 km Luftlinie nordwestlich von Kals in Osttirol im Muntanitzkamm, der Grenzlinie zu Matrei in Osttirol, und ist die höchste Erhebung der Granatspitzgruppe. Der markierte Normalanstieg von der Sudetendeutschen Hütte ist bei schneefreien und trockenen Verhältnissen relativ einfach zu begehen. Bei entsprechendem Wetter kann man vom Gipfel aus einen schönen Ausblick in die umgebende Bergwelt, besonders zum Großglockner im Osten sowie in die Venedigergruppe im Westen genießen.

## Lage und Anstieg
| \| \|                                                                  |
| Lage in der Granatspitzgruppe (oben) und innerhalb der Alpen (rechts). |
|                                                                        |

Der markierte Normalanstieg (Karl-Schöttner-Weg) führt in ca. 2,5 Stunden von der Sudetendeutschen Hütte (2656 m ü. A.) zuerst über grasige Hänge später dann durch ein sandiges Kar in nördlicher Richtung aufwärts zu den so genannten Wellachköpfen, dann über diese oberhalb des Bachtrögerkees auf dem relativ breiten Rücken weiter und über eine blockige etwas ausgesetzte Passage bis vor den Gipfelaufbau des Kleinen Muntanitz (3192 m ü. A.). Nun an dessen westlicher Flanke ausgesetzt durch eine seilversicherte Rinne abkletternd (I+) und später querend (Stahlseil; Trittsicherheit und Schwindelfreiheit erforderlich) in einen flachen Sattel zwischen dem Muntanitzkees und dem Gradötzkees, das so genannte Kampl (3129 m ü. A.) und weiter über den einfachen Schutthang zum Gipfel des Großen Muntanitz.

Muntanitzkees (links), Großer Muntanitz (Mitte), Muntanitzpalfen (rechts) und Gradötzkees (rechts), hinten rechts die Glocknergruppe mit dem Großglockner, gesehen vom Gipfel des Kleinen Muntanitz